# Peugeot Type 181
La Peugeot Type 181 est un modèle d'automobile Peugeot de 1923.